# سلتل
سلتل (انگلیسی: Celtel) شرکت مخابرات هلندی است، که در سال ۱۹۹۸ تأسیس شد.